# شعار غانا

شعار غانا منحته الملكة إليزابيث الثانية (ملكة المملكة المتحدة) في 4 مارس 1957. الدرع يقسمه إلى 4 أجزاء صليب سانت جورج في وسطه يمكن رؤية أسد رمز الارتباط الدائم لغانا مع دول الكومنولث. أول ربع يمثل تقاطع ساطور وسيف. الربع الثاني يمثل قصرا. الربع الثالث شجرة كاكاو. وفي الربع الأخير منجم ذهب رمز ثراء البلد بالمعادن.
يمسك الدرع صقرين. وفوق الدرع سلسلة بألوان علم غانا فوقها النجمة السوداء الأفريقية. في الأسفل شريط كتب عليه حرية وعدالة (بالإنجليزية: Freedom and Justice)‏.